# Championnat du monde de badminton par équipes féminines 2002
Navigation
Kuala Lumpur 2000 Jakarta 2004
La 19e édition du championnat du monde de badminton par équipes féminines, appelé également Uber  Cup, a eu lieu du 9 au 19 mai 2002 à Canton en Chine.

## Format de la compétition
44 nations participent à l'Uber Cup. À l'issue d'une phase de qualifications continentales, 6 équipes accèdent à la phase finale où elles sont rejointes par le tenant du titre et le pays organisateur qui sont qualifiés d'office.
Ces 8 nations sont placées dans 2 groupes de 4 équipes, où chacune rencontre les 3 autres. Les deux premiers se qualifient pour des demi-finales croisées.
Chaque rencontre se joue en 5 matches : 3 simples et 2 doubles qui peuvent être joués dans n'importe quel ordre (accord entre les équipes).
L'édition 2002 est la seule au cours de laquelle les matches se jouaient en 5 sets de 7 points.

## Qualifications

### A La Havane, Cuba
| Groupe A                                                            | Groupe A | Groupe A |
| ------------------------------------------------------------------- | -------- | -------- |
| États-Unis                                                          | 5-0      | Barbade  |
| États-Unis                                                          | 3-2      | Cuba     |
| États-Unis                                                          | 4-1      | Italie   |
| Italie                                                              | 5-0      | Barbade  |
| Italie                                                              | 4-1      | Cuba     |
| Cuba                                                                | 5-0      | Barbade  |
| États-Unis qualifiés pour le 2e tour des qualifications européennes |          |          |

### A Eindhoven, Pays-Bas
| Groupe A    | Groupe A | Groupe A    |
| ----------- | -------- | ----------- |
| Finlande    | 5-0      | Lettonie    |
| Finlande    | 5-0      | Brésil      |
| Finlande    | 3-2      | France      |
| France      | 5-0      | Portugal    |
| France      | 3-2      | Lettonie    |
| Portugal    | 5-0      | Lettonie    |
| Groupe B    |          |             |
| Russie      | 5-0      | Tchéquie    |
| Russie      | 5-0      | Slovénie    |
| Russie      | 5-0      | Espagne     |
| Slovénie    | 4-1      | Tchéquie    |
| Slovénie    | 4-1      | Espagne     |
| Espagne     | 3-2      | Tchéquie    |
| Groupe C    |          |             |
| Inde        | 5-0      | Biélorussie |
| Inde        | 5-0      | Irlande     |
| Inde        | 5-0      | Norvège     |
| Biélorussie | 5-0      | Irlande     |
| Biélorussie | 5-0      | Norvège     |
| Norvège     | 3-2      | Irlande     |
| Groupe D    |          |             |
| Ukraine     | 5-0      | Belgique    |
| Ukraine     | 5-0      | Suisse      |
| Ukraine     | 5-0      | Autriche    |
| Belgique    | 4-1      | Autriche    |
| Belgique    | 3-2      | Suisse      |
| Suisse      | 4-1      | Autriche    |
| Groupe E    |          |             |
| Bulgarie    | 5-0      | Hongrie     |
| Bulgarie    | 5-0      | Islande     |
| Bulgarie    | 5-0      | Sri Lanka   |
| Islande     | 4-1      | Hongrie     |
| Islande     | 4-1      | Sri Lanka   |
| Hongrie     | 4-1      | Sri Lanka   |

| Groupe W         | Groupe W | Groupe W         |
| ---------------- | -------- | ---------------- |
| Danemark         | 5-0      | Pérou            |
| Danemark         | 5-0      | Finlande         |
| Danemark         | 5-0      | Écosse           |
| Écosse           | 3-2      | Finlande         |
| Écosse           | 4-1      | Pérou            |
| Finlande         | 4-1      | Pérou            |
| Groupe X         |          |                  |
| Angleterre       | 3-2      | Russie           |
| Angleterre       | 4-1      | États-Unis       |
| Angleterre       | 4-1      | Pays de Galles   |
| Russie           | 5-0      | États-Unis       |
| Russie           | 4-1      | Pays de Galles   |
| États-Unis       | 3-2      | Pays de Galles   |
| Groupe Y         |          |                  |
| Allemagne        | 5-0      | Canada           |
| Allemagne        | 5-0      | Suède            |
| Allemagne        | 4-1      | Ukraine          |
| Ukraine          | 3-2      | Canada           |
| Ukraine          | 4-1      | Suède            |
| Suède            | 3-2      | Canada           |
| Groupe Z         |          |                  |
| Pays-Bas         | 5-0      | Bulgarie         |
| Pays-Bas         | 5-0      | Inde             |
| Pays-Bas         | 5-0      | Nouvelle-Zélande |
| Bulgarie         | 3-2      | Nouvelle-Zélande |
| Inde             | 3-2      | Bulgarie         |
| Nouvelle-Zélande | 3-2      | Inde             |

| Demi-finales    | Demi-finales | Demi-finales |
| --------------- | ------------ | ------------ |
| Danemark        | 3-1          | Angleterre   |
| Allemagne       | 3-1          | Pays-Bas     |
| Troisième place |              |              |
| Pays-Bas        | 3-2          | Angleterre   |
| Finale          |              |              |
| Danemark        | 3-2          | Allemagne    |

### A Melbourne, Australie
| Groupe A     | Groupe A | Groupe A       |
| ------------ | -------- | -------------- |
| Corée du Sud | 5-0      | Australie      |
| Corée du Sud | 5-0      | Indonésie      |
| Corée du Sud | 3-2      | Thaïlande      |
| Indonésie    | 4-1      | Australie      |
| Indonésie    | 3-2      | Thaïlande      |
| Thaïlande    | 3-2      | Australie      |
| Groupe B     |          |                |
| Hong Kong    | 4-1      | Taipei chinois |
| Hong Kong    | 4-1      | Malaisie       |
| Hong Kong    | 3-2      | Japon          |
| Japon        | 4-1      | Taipei chinois |
| Japon        | 4-1      | Malaisie       |
| Japon        | 3-2      | Singapour      |
| Singapour    | 4-1      | Malaisie       |
| Singapour    | 3-2      | Taipei chinois |
| Singapour    | 3-2      | Hong Kong      |
| Malaisie     | 4-1      | Taipei chinois |

| Demi-finales    | Demi-finales | Demi-finales |
| --------------- | ------------ | ------------ |
| Hong Kong       | 3-2          | Indonésie    |
| Corée du Sud    | 3-2          | Japon        |
| Troisième place |              |              |
| Japon           | 3-0          | Indonésie    |
| Finale          |              |              |
| Corée du Sud    | 3-2          | Hong Kong    |

## Tournoi final

### Pays participants
| Confédération   | Pays                                   |
| --------------- | -------------------------------------- |
| Asie            | Corée du Sud Hong Kong Indonésie Japon |
| Europe          | Allemagne Danemark Pays-Bas            |
| Tenant du titre | Chine                                  |
| Pays hôte       | Chine                                  |

### Phase de groupes

#### Groupe A

##### Classement et résultats
| Équipe    | Pts | J | G | P | Matches + | Matches - | Diff. |
| --------- | --- | - | - | - | --------- | --------- | ----- |
| Pays-Bas  | 6   | 3 | 3 | 0 | 9         | 6         | +3    |
| Hong Kong | 5   | 3 | 2 | 1 | 8         | 7         | +1    |
| Indonésie | 4   | 3 | 1 | 2 | 8         | 7         | +1    |
| Danemark  | 3   | 3 | 0 | 3 | 5         | 10        | -5    |

| Date   | Résultats | Résultats | Résultats |
| ------ | --------- | --------- | --------- |
| 9 mai  | Hong Kong | 3-2       | Indonésie |
| 9 mai  | Danemark  | 2-3       | Pays-Bas  |
| 11 mai | Danemark  | 2-3       | Hong Kong |
| 11 mai | Indonésie | 2-3       | Pays-Bas  |
| 13 mai | Hong Kong | 2-3       | Pays-Bas  |
| 13 mai | Danemark  | 1-4       | Indonésie |

##### Détail des matches
| 9 mai | Danemark                            | 2 - 3 | Pays-Bas                        | Score                   |
| ----- | ----------------------------------- | ----- | ------------------------------- | ----------------------- |
| SD    | Camilla Martin                      | 1-0   | Mia Audina                      | 7-2, 7-2, 7-4           |
| SD    | Tine Rasmussen                      | 0-1   | Judith Meulendijks              | 5-7, 5-7, 5-7           |
| SD    | Anne Marie Pedersen                 | 0-1   | Brenda Beenhakker               | 2-7, -7, 1-7            |
| DD    | Mette Schjoldager / Pernille Harder | 1-0   | Lotte Jonathans / Mia Audina    | 7-2, 7-1, 7-0           |
| DD    | Ann-Lou Jørgensen / Jane F. Bramsen | 0-1   | Karina de Wit / Lonneke Janssen | 5-7, 7-3, 7-5, 5-7, 1-7 |

| 9 mai | Hong Kong                        | 3 - 2 | Indonésie                    | Score                   |
| ----- | -------------------------------- | ----- | ---------------------------- | ----------------------- |
| SD    | Wang Chen                        | 1-0   | Lidya Djaelawijaya           | 5-7, 7-2, 7-4, 7-2      |
| SD    | Ling Wan Ting                    | 1-0   | Ellen Angelina               | 2-7, 7-5, 8-7, 7-1      |
| SD    | Louisa Koon Wai Chee             | 0-1   | Yuli Marfuah                 | 6-8, 7-8, 4-7           |
| DD    | Li Wing Mui / Ling Wan Ting      | 0-1   | Deyana Lomban / Vita Marissa | 1-7, 2-7, 4-7           |
| DD    | Louisa Koon Wai Chee / Wang Chen | 1-0   | Eny Erlangga / Jo Novita     | 6-8, 7-2, 6-8, 7-3, 7-4 |

| 11 mai | Danemark                            | 2 - 3 | Hong Kong                        | Score                   |
| ------ | ----------------------------------- | ----- | -------------------------------- | ----------------------- |
| SD     | Camilla Martin                      | 0-1   | Wang Chen                        | 5-7, 7-1, 4-7, 2-7      |
| SD     | Christina Sørensen                  | 0-1   | Ling Wan Ting                    | 4-7, 0-7, 4-7           |
| SD     | Tine Høy                            | 0-1   | Louisa Koon Wai Chee             | 7-4, 2-7, 7-5, 2-7, 4-7 |
| DD     | Ann-Lou Jørgensen / Jane F. Bramsen | 1-0   | Ling Wan Ting / Li Wing Mui      | 7-1, 7-1, 8-6           |
| DD     | Rikke Olsen / Tine Rasmussen        | 1-0   | Wang Chen / Louisa Koon Wai Chee | 7-0, 7-5, 7-3           |

| 11 mai | Indonésie                     | 2 - 3 | Pays-Bas                          | Score                   |
| ------ | ----------------------------- | ----- | --------------------------------- | ----------------------- |
| SD     | Lidya Djaelawijaya            | 0-1   | Mia Audina                        | 2-7, 4-7, 2-7           |
| SD     | Ellen Angelina                | 0-1   | Judith Meulendijks                | 8-6, 2-7, 0-7, 3-7      |
| SD     | Yuli Marfuah                  | 1-0   | Brenda Beenhakker                 | 1-7, 7-4, 7-3, 8-6      |
| DD     | Minarti Timur / Emma Ermawati | 0-1   | Mia Audina / Lotte Jonathans      | 7-0, 7-5, 4-7, 4-7, 3-7 |
| DD     | Deyana Lomban / Vita Marissa  | 1-0   | Brenda Beenhakker / Karina de Wit | 7-5, 7-2, 7-4           |

| 13 mai | Hong Kong                        | 2 - 3 | Pays-Bas                           | Score                   |
| ------ | -------------------------------- | ----- | ---------------------------------- | ----------------------- |
| SD     | Wang Chen                        | 0-1   | Mia Audina                         | 5-7, 1-7, 5-7           |
| SD     | Ling Wan Ting                    | 1-0   | Judith Meulendijks                 | 7-1, 7-3, 1-7, 7-4      |
| SD     | Louisa Koon Wai Chee             | 1-0   | Karina de Wit                      | 7-1, 7-3, 7-8, 7-4      |
| DD     | Li Wing Mui / Ling Wan Ting      | 0-1   | Judith Meulendijks / Karina de Wit | 7-5, 7-3, 1-7, 0-7, 5-7 |
| DD     | Wang Chen / Louisa Koon Wai Chee | 0-1   | Mia Audina / Lotte Jonathans       | 4-7, 1-7, 6-8           |

| 13 mai | Danemark                            | 1 - 4 | Indonésie                    | Score                   |
| ------ | ----------------------------------- | ----- | ---------------------------- | ----------------------- |
| SD     | Camilla Martin                      | 1-0   | Lidya Djaelawijaya           | 7-1, 7-0, 2-7, 7-2      |
| SD     | Christina Sørensen                  | 0-1   | Atu Rosalina                 | 4-7, 4-7, 3-7           |
| SD     | Tine Høy                            | 0-1   | Yuli Marfuah                 | 3-7, 7-3, 8-7, 3-7, 0-7 |
| DD     | Pernille Harder / Mette Schjoldager | 0-1   | Deyana Lomban / Vita Marissa | 6-8, 7-1, 7-8, 7-8      |
| DD     | Ann-Lou Jørgensen / Jane F. Bramsen | 0-1   | Eny Erlangga / Jo Novita     | 1-7, 7-5, 0-7, 4-7      |

#### Groupe B

##### Classement et résultats
| Équipe       | Pts | J | G | P | Matches + | Matches - | Diff. |
| ------------ | --- | - | - | - | --------- | --------- | ----- |
| Chine        | 6   | 3 | 3 | 0 | 14        | 1         | +13   |
| Corée du Sud | 5   | 3 | 2 | 1 | 9         | 6         | +3    |
| Japon        | 4   | 3 | 1 | 2 | 4         | 11        | -7    |
| Allemagne    | 3   | 3 | 0 | 3 | 3         | 12        | -9    |

| Date   | Résultats    | Résultats | Résultats    |
| ------ | ------------ | --------- | ------------ |
| 10 mai | Chine        | 5-0       | Allemagne    |
| 10 mai | Corée du Sud | 4-1       | Japon        |
| 12 mai | Chine        | 4-1       | Corée du Sud |
| 12 mai | Japon        | 3-2       | Allemagne    |
| 13 mai | Corée du Sud | 4-1       | Allemagne    |
| 13 mai | Chine        | 5-0       | Japon        |

##### Détail des matches
| 10 mai | Corée du Sud                 | 4 - 1 | Japon                              | Score              |
| ------ | ---------------------------- | ----- | ---------------------------------- | ------------------ |
| SD     | Kim Kyeung-ran               | 0-1   | Kanako Yonekura                    | 5-7, 7-8, 4-7      |
| SD     | Lee Kyung-won                | 1-0   | Kaori Mori                         | 7-3, 8-6, 7-3      |
| SD     | Ra Kyung-min                 | 1-0   | Miho Tanaka                        | 7-4, 3-7, 7-1, 7-0 |
| DD     | Lee Hyo-jung / Hwang Yu-mi   | 1-0   | Shizuka Yamamoto / Seiko Yamada    | 7-2, 7-2, 7-5      |
| DD     | Ra Kyung-min / Lee Kyung-won | 1-0   | Chikako Nakayama / Keiko Yoshitomi | 7-2, 7-2, 7-1      |

| 10 mai | Chine                   | 5 - 0 | Allemagne                      | Score         |
| ------ | ----------------------- | ----- | ------------------------------ | ------------- |
| SD     | Zhou Mi                 | 1-0   | Petra Overzier                 | 7-3, 7-0, 7-1 |
| SD     | Zhang Ning              | 1-0   | Nicole Grether                 | 8-6, 7-1, 7-0 |
| SD     | Dai Yun                 | 1-0   | Katja Michalowsky              | 7-1, 7-1, 7-0 |
| DD     | Gao Ling / Huang Sui    | 1-0   | Nicole Grether / Nicol Pitro   | 7-1, 7-1, 7-5 |
| DD     | Wei Yili / Zhang Jiewen | 1-0   | Caren Hückstädt / Carina Mette | 7-1, 7-0, 7-0 |

| 12 mai | Chine                   | 4 - 1 | Corée du Sud                   | Score              |
| ------ | ----------------------- | ----- | ------------------------------ | ------------------ |
| SD     | Zhou Mi                 | 1-0   | Kwon Hee-sook                  | 7-1, 7-5, 7-1      |
| SD     | Gong Ruina              | 1-0   | Shin Ja-young                  | 7-0, 7-3, 7-0      |
| SD     | Dai Yun                 | 1-0   | Lee Jong-boon                  | 7-2, 7-0, 7-0      |
| DD     | Wei Yili / Zhang Jiewen | 0-1   | Lee Hyo-jung / Hwang Yu-mi     | 7-0, 1-7, 5-7, 0-7 |
| DD     | Yang Wei / Huang Nanyan | 1-0   | Kim Kyeung-ran / Kwon Hee-sook | 7-0, 7-0, 7-0      |

| 12 mai | Japon                              | 3 - 2 | Allemagne                     | Score                   |
| ------ | ---------------------------------- | ----- | ----------------------------- | ----------------------- |
| SD     | Kanako Yonekura                    | 1-0   | Petra Overzier                | 7-3, 4-7, 8-7, 7-4      |
| SD     | Kaori Mori                         | 0-1   | Noole Grether                 | -7, 8-6, 2-7, 1-7       |
| SD     | Miho Tanaka                        | 0-1   | Juliane Schenk                | 7-2, 7-0, 3-7, 6-8, 0-7 |
| DD     | Shizuka Yamamoto / Seiko Yamada    | 1-0   | Nicole Grether / Nicol Pitro  | 7-5, 7-3, 3-7, 7-2      |
| DD     | Chikako Nakayama / Keiko Yoshitomi | 1-0   | Carina Mette / Juliane Schenk | 5-7, 7-2, 7-0, 5-7, 7-2 |

| 13 mai | Chine                   | 5 - 0 | Japon                              | Score              |
| ------ | ----------------------- | ----- | ---------------------------------- | ------------------ |
| SD     | Zhou Mi                 | 1-0   | Kanako Yonekura                    | 5-7, 7-5, 7-4, 7-0 |
| SD     | Gong Ruina              | 1-0   | Kaori Mori                         | 7-4, 0-7, 8-6, 7-3 |
| SD     | Dai Yun                 | 1-0   | Miho Tanaka                        | 7-0, 7-0, 7-4      |
| DD     | Gao Ling / Huang Sui    | 1-0   | Shizuka Yamamoto / Seiko Yamada    | 7-2, 7-0, 7-0      |
| DD     | Wei Yili / Zhang Jiewen | 1-0   | Chikako Nakayama / Keiko Yoshitomi | 7-0, 7-3, 4-7, 7-3 |

| 13 mai | Corée du Sud                 | 4 - 1 | Allemagne                     | Score                   |
| ------ | ---------------------------- | ----- | ----------------------------- | ----------------------- |
| SD     | Kim Kyeung-ran               | 1-0   | Petra Overzier                | 7-4, 7-4, 2-7, 7-0      |
| SD     | Kwon Hee-sook                | 1-0   | Nicole Grether                | 7-8, 7-5, 7-8, 7-1, 7-0 |
| SD     | Shin Ja-young                | 0-1   | Juliane Schenk                | 8-6, 7-0, 3-7, 1-7, 4-7 |
| DD     | Lee Kyung-won / Ra Kyung-min | 1-0   | Nicol Pitro / Nicole Grether  | 7-3, 7-1, 7-1           |
| DD     | Lee Hyo-jung / Hwang Yu-mi   | 1-0   | Carina Mette / Juliane Schenk | 7-1, 7-2, 7-1           |

### Phase finale

#### Tableau
|  | Demi-finales | Demi-finales |              |   | Finale | Finale |
|  | Demi-finales | Demi-finales |              |   | Finale | Finale |
|  |              |              |              |   |        |        |
|  | 15 mai       | 15 mai       |              |   | 18 mai | 18 mai |
|  | 15 mai       | 15 mai       |              |   | 18 mai | 18 mai |
|  | Pays-Bas     | 2            |              |   | 18 mai | 18 mai |
|  | Pays-Bas     | 2            |              |   | 18 mai | 18 mai |
|  | Corée du Sud | 3            |              |   | 18 mai | 18 mai |
|  | Corée du Sud | 3            | Corée du Sud | 1 |        |        |
|  | 15 mai       |              | Corée du Sud | 1 |        |        |
|  |              | Chine        | 3            |   |        |        |
|  | Chine        | Chine        | 3            | 3 |        |        |
|  | Chine        |              |              | 3 |        |        |
|  | Hong Kong    | 0            |              |   |        |        |
|  | Hong Kong    | 0            |              |   |        |        |

#### Demi-finales
| 15 mai | Pays-Bas                           | 2 - 3 | Corée du Sud                  | Score                   |
| ------ | ---------------------------------- | ----- | ----------------------------- | ----------------------- |
| SD     | Mia Audina                         | 1-0   | Kim Kyeung-ran                | 4-7, 5-7, 7-3, 7-0, 7-0 |
| SD     | Judith Meulendijks                 | 0-1   | Lee Kyung-won                 | 2-7, 7-2, 2-7, 3-7      |
| SD     | Brenda Beenhakker                  | 0-1   | Kwon Hee-sook                 | 5-7, 4-7, 7-4, 3-7      |
| DD     | Judith Meulendijks / Karina de Wit | 0-1   | Lee Hyo-jung / Hwang Yu-mi    | 5-7, 0-7, 6-8           |
| DD     | Mia Audina / Lotte Jonathans       | 1-0   | Ra Kyung-min / Kim Kyeung-ran | 7-3, 7-5, 6-8, 7-5      |

| 15 mai | Chine                   | 3 - 0 | Hong Kong                        | Score              |
| ------ | ----------------------- | ----- | -------------------------------- | ------------------ |
| SD     | Zhou Mi                 | 1-0   | Wang Chen                        | 7-0, 7-2, 7-5      |
| SD     | Gong Ruina              | 1-0   | Ling Wan Ting                    | 7-0, 7-0, 4-7, 7-1 |
| SD     | Dai Yun                 | 1-0   | Louisa Koon Wai Chee             | 7-2, 7-0, 7-2      |
| DD     | Gao Ling / Huang Sui    | -     | Ling Wan Ting / Li Wing Mui      | non joué           |
| DD     | Wei Yili / Zhang Jiewen | -     | Wang Chen / Louisa Koon Wai Chee | non joué           |

#### Finale
| 18 mai | Chine                   | 3 - 1 | Corée du Sud                 | Score                   |
| ------ | ----------------------- | ----- | ---------------------------- | ----------------------- |
| SD     | Zhou Mi                 | 0-1   | Kim Kyeung-ran               | 4-7, 3-7, 7-3, 7-3, 5-7 |
| DD     | Gao Ling / Huang Sui    | 1-0   | Lee Kyung-won / Ra Kyung-min | 7-4, 2-7, 7-2, 5-7, 7-1 |
| SD     | Gong Ruina              | 1-0   | Kwon Hee-sook                | 7-3, 7-4, 5-7, 7-3      |
| DD     | Yang Wei / Huang Nanyan | 1-0   | Lee Hyo-jung / Hwang Yu-mi   | 7-0, 7-2, 7-3           |
| SD     | Dai Yun                 | -     | Lee Jong-boon                | non joué                |